# إحصاء لا معلمي
الإحصاء اللابارامترى (اللامعلمي) (بالإنجليزية: Nonparametric statistics)‏ : مجموعة من الطرق البديلة التي تستخدم في حالات عدم تحقق الافتراضات حول المجتمع الذي تسحب منه العينة، أو في حالة البيانات الاسمية والرتبية. والإحصاء اللامعلمي أكثر مرونة من المعلمي إلا أن مستوى الثقة فيه أقل من المعلمي. أمثلة: مربع كاي، وسميرنوف، اختبارات سبيرمان وكندال.

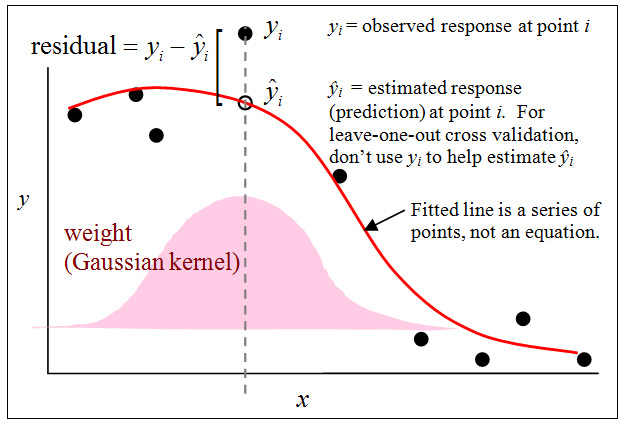
تمثيل بياني لإحصاء لا معلمي